# Saint Jérôme et le lion
Saint Jérôme et le lion (aussi connu sous le nom de Saint Jérôme extrayant l'épine ou Saint Jérôme dans le désert) est une peinture à l'huile sur panneau de chêne réalisée par Roger de Le Pasture (ou Rogier van der Weyden) ou son atelier, datée de 1450-1465, et dépeignant un épisode de la vie de Jérôme de Stridon. Le tableau est conservé au Detroit Institute of Arts.
Le tableau représente une scène hagiographique de la vie de saint Jérôme. D'après la légende, saint Jérôme donnait une cours à ses étudiants à Bethléem lorsqu'un lion boiteux s'approcha de lui. Pendant que les autres s'enfuyaient, le saint accueillit le lion. Il examina la pate blessée et en sortit l'épine qu'il y avait trouvée. Cela guérit le lion, qui resta aux côtés de Jérôme jusqu'à sa mort.
Saint Jérôme est représenté comme un vieil homme en tenue de cardinal. Les vêtements rouges traditionnels sont doublés de fourrure blanche et le galero est posé à ses côtés. Un livre est ouvert sur ses genoux. Jérôme est assis sur un rocher à l'extérieur d'une grotte et se tourne vers le lion pour soigner sa patte. Le saint apparaît également dans le coin supérieur gauche du tableau. Cette image de Jérôme le montre en prière, les yeux levés vers le ciel et une main posée sur les pages ouvertes d'un livre, probablement la Bible. Sa robe de cardinal est jetée par terre à côté de lui et le saint est vêtu d'un cilice.
Le tableau de Le Pasture se place dans le cadre d'un regain d'intérêt pour la figure de saint Jérôme. Le peintre inaugure une représentation archétypale de Jérôme et inspire une série de peintures, de sculptures et de gravures d'autres artistes. Cette représentation est restée populaire pendant environ 75 ans.